# Division d'Azamgarh
La Division d'Azamgarh est une  division administrative de l'État indien de l'Uttar Pradesh.

## Districts
Elle est constituée de 3 districts :
- Azamgarh
- Ballia
- Mau